# OMSN

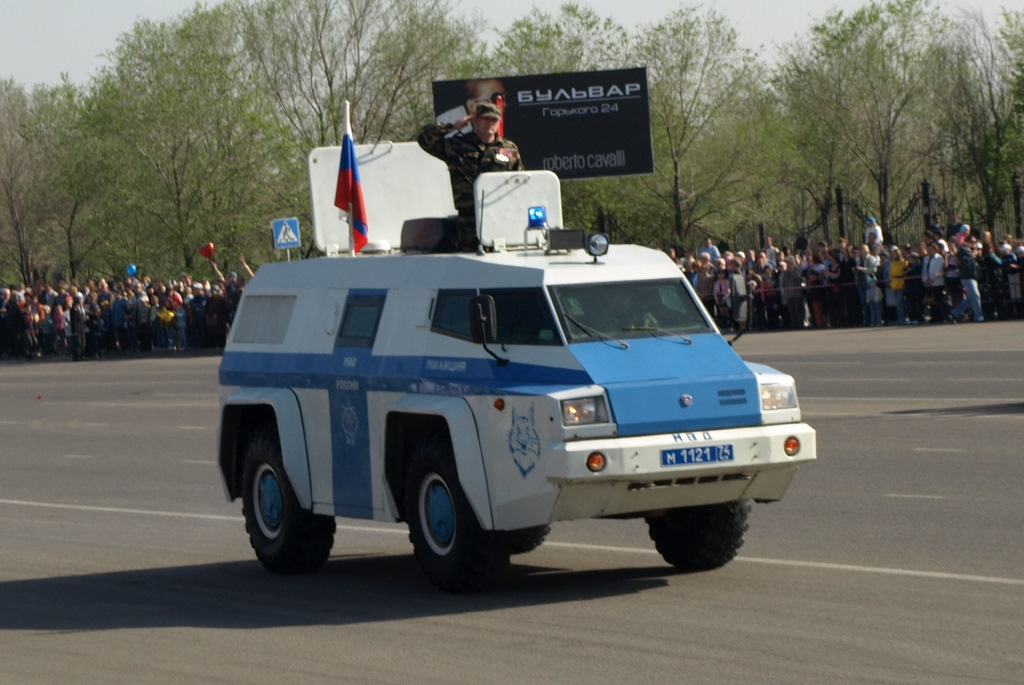
Rosyjski pojazd milicyjny z emblematami OMSN „Ryś” podczas defilady w 2010 roku

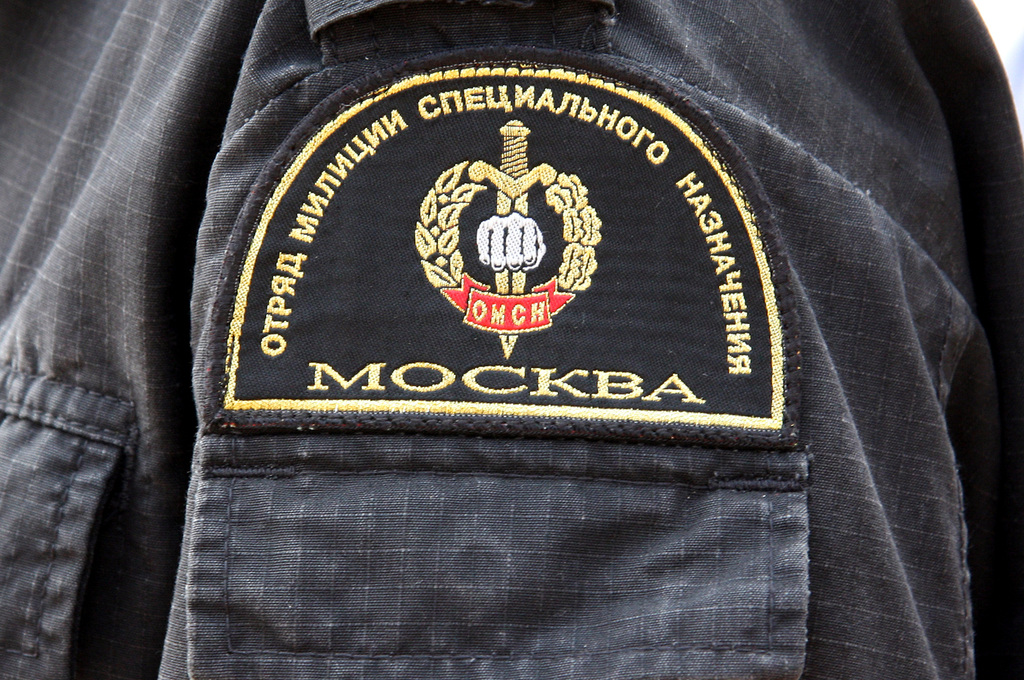
Oznaka moskiewskiego OMSN-u

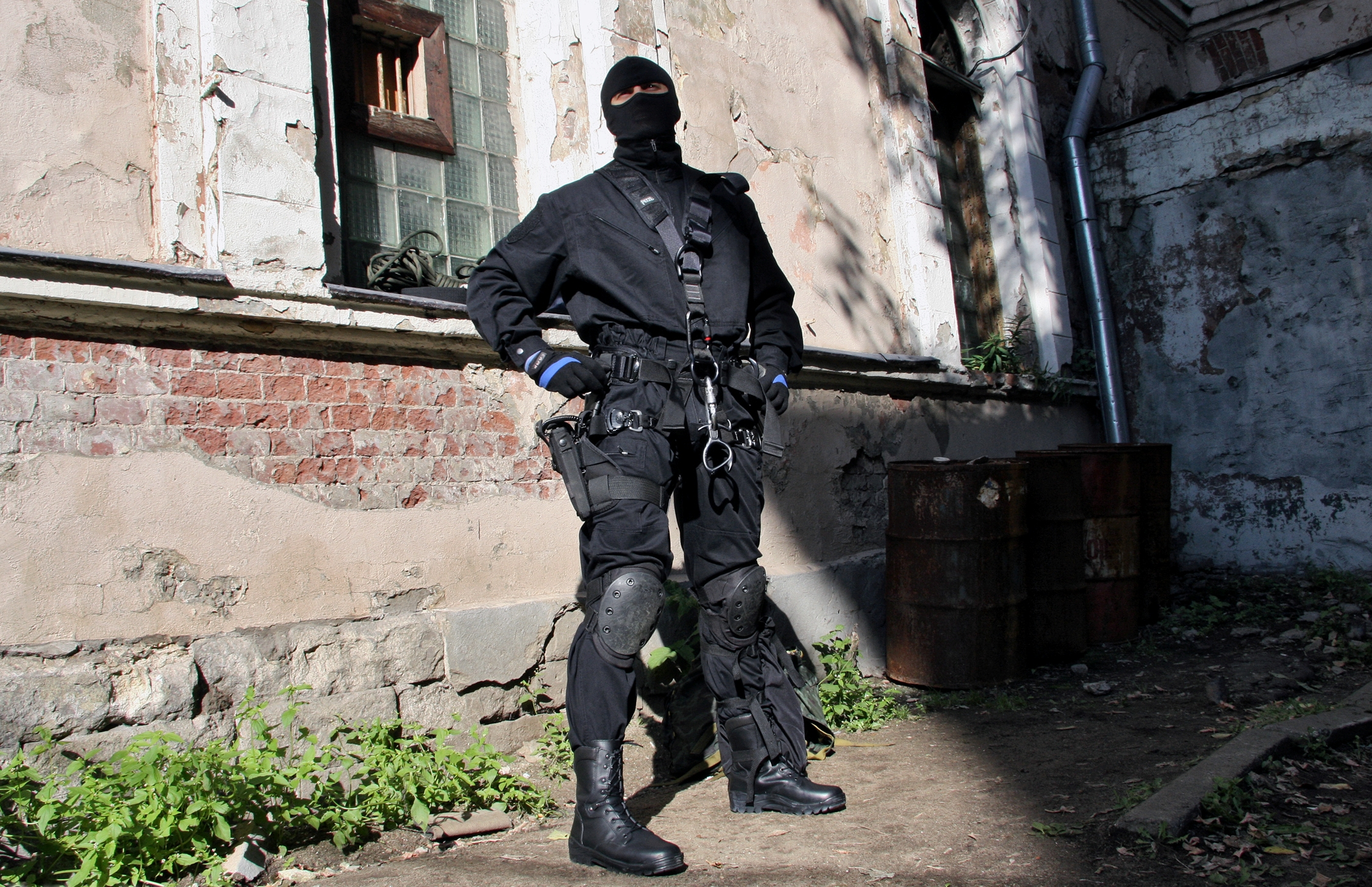
Moskiewski „sobrowiec”

Otriad Milicji Specjalnogo Naznaczenija (ros. Отряд Милиции Специального Назначения, ОМСН. pol. Oddział Milicji Specjalnego Przeznaczenia, OMSN) – milicyjne siły specjalne podległe Ministerstwu Spraw Wewnętrznych Federacji Rosyjskiej, powstałe z przekształcenia Specjalnego Oddziału Szybkiego Reagowania (ros. Специальный Отдел Быстрого Реагирования, СОБР; pol. SOBR), który rozwiązano 16 września 2002 roku, a przywrócono w 2011. Jednostki OMSN składają się z doświadczonych funkcjonariuszy milicji przeszkolonych i wyposażonych do zwalczania terroryzmu i działalności wywrotowej oraz przygotowanych do uczestnictwa w akcjach specjalnych o wysokim stopniu ryzyka.
W odróżnieniu od SOBR wchodziły one w skład brygad i dywizji wojsk wewnętrznych MWD i znane były jako kompanie „czerwonych beretów”. Do jednostek specjalnych MWD zaliczały się też swego czasu jednostki tj. „Rus” z Moskwy i moskiewski 9 Pułk Specjalnego Przeznaczenia „Witiaź”, które często blisko współdziałały podczas operacji ratowniczych z oddziałami CSN FSB.
W 2007 roku w Rosji istniało 87 jednostek OMSN, liczących przeszło 5000 funkcjonariuszy, stacjonujących w większych miastach rosyjskich; najbardziej znana jednostka tej formacji to OMSN „Ryś” (ros. ОМСН „Рысь”), utworzona w 1992 roku, która od chwili swojego powstania uczestniczyła praktycznie we wszystkich znanych akcjach specjalnych na terenie Rosji.